# Tridevi
La tridevi (in devanagari: त्रिदेवी, sanscrito: tridevī, con il significato di "tre dee") è un concetto dell'induismo, che rappresenta la versione femminile della trimurti. Consiste nella triade di dee Sarasvati, Lakshmi, e Parvati. Nello shaktismo, queste divinità trine sono le manifestazioni della dea suprema Mahadevi.

## Componenti
- Sarasvati è la dea dell'apprendimento, delle arti e della realizzazione culturale, nonché la consorte di Brahma, il creatore. È intelligenza cosmica, coscienza cosmica e conoscenza cosmica.

- Lakshmi è la dea della ricchezza, della fertilità, del buon auspicio, della luce e della realizzazione materiale e spirituale, nonché la consorte di Visnù, il mantenitore o preservatore. Tuttavia, Lakshmi non significa mera ricchezza materiale, ma anche prosperità astratta, come gloria, magnificenza, gioia, esaltazione e grandezza, e realizzazione spirituale che si traduce in moksha.

- Parvati è la dea del potere, della guerra, della bellezza, dell'amore, nonché la consorte di Siva, il distruttore del male o trasformatore. A volte è identificata con Durgā o Kālī.